# M. Scott Mayes
M. Scott Mayes (* um 1948) ist ein pensionierter Generalmajor der United States Air Force. Er war unter anderem Kommandeur der 1. Luftflotte.

## Leben
Über das ROTC-Programm der University of Alabama gelangte er im Jahr 1970 in das Offizierskorps der United States Air Force. In dieser durchlief er anschließend alle Offiziersränge vom Leutnant bis zum Zwei-Sterne-General.
Im Lauf seiner militärischen Karriere absolvierte er verschiedene Kurse und Schulungen. Dazu gehörten unter anderem eine Ausbildung zum Kampfpiloten und weitere Fortbildungskurse als Pilot neuer Flugzeugtypen; die Squadron Officer School auf der Maxwell Air Force Base in Alabama; das Air Command and Staff College, ebenfalls auf der Maxwell AFB; der National Security Management Course über einen Fernkurs und das Air War College, ebenfalls auf der Maxwell AFB. Außerdem erhielt er einen akademischen Grad von der University of Northern Colorado.
In seinen frühen Jahren als Offizier der Luftwaffe war er an verschiedenen Stützpunkten stationiert. Dabei war er als Pilot, Flugausbilder oder Stabsoffizier bei unterschiedlichen Einheiten tätig. Dazwischen absolvierte er die erwähnten Schulungen. Zwischen Juli 1972 und Juli 1973 war er auf der Ubon Air Base in Thailand stationiert, von wo aus er am Vietnamkrieg teilnahm und 171 Kampfeinsätze flog. Anschließend war er bis zum Mai 1976 als Pilot auf der Ramstein Air Base in Deutschland tätig. Es folgte eine Versetzung zur Luke Air Force Base in Arizona. Dort war Mayes bis September 1979 als Flugausbilder tätig.
Anschließend wechselte er zu den Lufteinheiten der Alabama National Guard. In den folgenden Jahren war er zunächst Pilot bei der 106. Aufklärungsschwadron (106th Tactical Reconnaissance Squadron) und dann in unterschiedlichen Funktionen bei der 187th Tactical Fighter Group eingesetzt. Zwischen Januar 1990 und August 1995 kommandierte er diese Einheit. Nach seinem bis zum Juni 1996 andauernden Studium am Air War College erhielt Scott Mayes das Kommando über das 187. Kampfgeschwader (187th Fighter Wing), das ebenfalls zur Nationalgarde von Alabama gehörte. Dieses Amt bekleidete er zwischen Juni 1996 und Februar 2001. Diese Zeit war durch eine Versetzung zur Aviano Air Base in Italien unterbrochen, wo er zwischen November 1997 und Mai 1998 das 16. Expeditionsgeschwader (16th Air Expeditionary Wing) in den Kämpfen auf dem Balkan kommandierte.
Zwischen Februar 2001 und Oktober 2004 war er Stabschef der Nationalgarde von Alabama und gleichzeitig Kommandeur der Luftstreitkräfte dieser Nationalgarde. Am 27. Oktober 2004 erhielt er als Nachfolger von Craig R. McKinley auf der Tyndall Air Force Base in Florida das Kommando über die 1. Luftflotte. Gleichzeitig kommandierte er das dortige regionale Kontrollzentrum des North American Aerospace Defense Command (NORAD). Diese Ämter bekleidete er bis zum 1. November 2006, als er von Henry C. Morrow abgelöst wurde. Anschließend schied er aus dem aktiven Militärdienst aus.
Während seiner aktiven Zeit als Militärpilot absolvierte er über 5000 Flugstunden auf verschiedenen Flugzeugtypen.

## Daten der Beförderungen
| Abzeichen | Rang               | Jahr             |
| --------- | ------------------ | ---------------- |
|           | Second Lieutenant  | 21. August 1970  |
|           | First Lieutenant   | 20. April 1972   |
|           | Captain            | 20. August 1974  |
|           | Major              | 31. März 1982    |
|           | Lieutenant Colonel | 31. März 1986    |
|           | Colonel            | 8. Dezember 1989 |
|           | Brigadier General  | 30. Januar 2001  |
|           | Major General      | 23. Juni 2003    |

## Orden und Auszeichnungen
Scott Mayes erhielt im Lauf seiner militärischen Laufbahn unter anderem folgende Auszeichnungen:
- Air Force Distinguished Service Medal
- Legion of Merit
- Distinguished Flying Cross
- Meritorious Service Medal
- Air Medal
- Air Force Commendation Medal
- Army Commendation Medal
- Joint Meritorious Unit Award
- Air Force Outstanding Unit Award
- Combat Readiness Medal
- National Defense Service Medal
- Armed Forces Expeditionary Medal
- Vietnam Service Medal
- Air Force Longevity Service Award
- Armed Forces Reserve Medal
- Gallantry Cross (Südvietnam)
- Vietnam Campaign Medal (Südvietnam)
- NATO-Medaille